# Plungė
Plungė (/ˈpɭonːɢe/ⓘ) es una ciudad del noroeste de Lituania, región histórica de Samogitia. Ubicada en el condado de Telšiai, 27 km al oeste de Telšiai, junto a la carretera Šiauliai-Klaipėda. Plungė es un centro administrativo de municipio homónimo. Cuenta con una población de 22.287 habitantes, según censo de 2011.
Integran la ciudad una iglesia católica, palacio de Oginskiai, parque, museo de arte, Plaza de Ciudad vieja. Junto de Plungė se encuentra Presa de Gondinga.
Los primeros habitantes vinieron aquí en siglos V - I BC. Plungė es mencionada por primera vez en registros escritos en 1567. Consiguió los Derechos de Magdeburgo en 1792.